# Clypeodytes pertusus
Clypeodytes pertusus är en skalbaggsart som beskrevs av Guignot 1950. Clypeodytes pertusus ingår i släktet Clypeodytes och familjen dykare. Inga underarter finns listade i Catalogue of Life.